# الگوریتم امن درهم‌ساز
الگوریتم امن درهم‌ساز یا اس‌اچ‌ای، خانواده ای از توابع هش رمزنگاری هستند که توسط موسسه ملی استانداردها و فناوری (به انگلیسی:NIST) به عنوان استاندارد پردازش اطلاعات فدرال ایالات متحده (FIPS) منتشر شده‌است.

## انواع الگوریتم‌ها
- اس‌اچ‌ای-۰: نسخه اصلی تابع هش ۱۶۰ بیتی که در سال ۱۹۹۳ با نام «SHA» منتشر شد. مدت کوتاهی پس از انتشار به دلیل یک «نقص قابل توجه» فاش نشده پس گرفته شد و پس از کمی اصلاح، اس‌اچ‌ای-۱ جایگزین آن شد.
- اس‌اچ‌ای-۱: یک تابع هش ۱۶۰ بیتی که شبیه الگوریتم قبلی MD5 است. این هش توسط آژانس امنیت ملی (NSA) طراحی شده‌است تا بخشی از الگوریتم امضای دیجیتال باشد. نقاط ضعف رمزنگاری در اس‌اچ‌ای-۱ کشف شد و این استاندارد پس از سال ۲۰۱۰ دیگر برای اکثر کاربردهای رمزنگاری تأیید نشد.
- اس‌اچ‌ای-۲: خانواده ای متشکل از دو تابع هش مشابه، با اندازه بلوک‌های مختلف، معروف به اس‌اچ‌ای-۲۵۶ و اس‌اچ‌ای-۵۱۲. آنها در اندازه کلمه متفاوت هستند. اس‌اچ‌ای-۲۵۶ از کلمات ۳۲ بیتی استفاده می‌کند، در حالی که اس‌اچ‌ای-۵۱۲ از کلمات ۶۴ بیتی استفاده می‌کند. همچنین نسخه‌های کوتاه شده‌ای از هر استاندارد وجود دارد که با نام‌های اس‌اچ‌ای-۲۲۴، اس‌اچ‌ای-۳۸۴، اس‌اچ‌ای-۵۱۲/۲۲۴ و اس‌اچ‌ای-۵۱۲/۲۵۶ شناخته می‌شود. این هش‌ها نیز توسط آژانس امنیت ملی آمریکا طراحی شده‌اند.
- اس‌اچ‌ای-۳: یک تابع هش که قبلاً «Keccak» نامیده می‌شد، در سال ۲۰۱۲ پس از رقابت عمومی بین طراحان انتخاب شد. این نوع هش از طولی یکسان با اس‌اچ‌ای-۲ پشتیبانی می‌کند اما ساختار داخلی آن به‌طور قابل توجهی با بقیه خانواده اس‌اچ‌ای متفاوت است.

## اعتبار سنجی
همه الگوریتم‌های خانواده اس‌اچ‌ای، به‌عنوان توابع امنیتی مورد تأیید FIPS، مورد تأیید رسمی توسط CMVP (برنامه اعتبارسنجی ماژول رمزنگاری)، برنامه مشترکی هستند که توسط مؤسسه ملی استاندارد و فناوری آمریکا (NIST) و مؤسسه امنیت ارتباطات (CSE) کانادا اجرا می‌شود.